# Arués
Arués (Argüés, en aragonés), es un despoblado del municipio de Perarrúa, en comarca de la Ribagorza, Huesca. Hacia los años 1970 quedó despoblado.

## Toponimia
El topónimo pudo ser originado durante el Bajo Imperio romano y podría tener relación con el de Arro.

## Historia
Aparece documentado en el Madoz, donde se menciona que había ocho casas. En 1910 tenía censados 84 habitantes. La localidad quedó despoblada en la década de los 50. En 2016 se dio a conocer la noticia que un empresario tenía la intención de convertirlo en un pueblo vacacional, reconstruyéndolo totalmente y trayendo los servicios mínimos que nunca llegaron.

## Patrimonio
- Ermita de San Valero de Arués, fechada del siglo xv.[2]
- Iglesia de San Clemente, del siglo XVIII compartida con El Mon, también despoblado.[5]